# Heřmanice (Náchodi járás)
Heřmanice település Csehországban, Náchodi járásban. Heřmanice Vlčkovice v Podkrkonoší, Dolany, Zaloňov, Stanovice, Kuks, Hořenice és Jaroměř településekkel határos. Lakosainak száma 425 fő (2024. január 1.).

## Népesség
A település lakosságának változását az alábbi diagram mutatja:
| Lakosok száma | 889  | 1054 | 984  | 813  | 454  | 343  | 425  | 438  | 445  | 425  |
|               | 1869 | 1890 | 1921 | 1950 | 1980 | 2001 | 2017 | 2019 | 2022 | 2024 |